# Dysleksi
Dysleksi (sammensætning af -dys og græsk lexis, 'ord, tale') eller ordblindhed er vanskelighed med at lære at læse og forstå tekster uden hensyn til intelligens.
Ordblindhed omfatter vanskeligheder ved:
- sproglydopmærksomhed,
- sproglydafkodning,
- arbejdshastighed,
- retskrivning.

Meget hyppigt ses også vanskeligheder med
- arbejdshukommelse og/eller korttidshukommelse
- ordmobilisering.[4][5]

En del ordblinde har desuden sproglige vanskeligheder, det vil sige vanskeligheder med at udtrykke sig præcist og eventuelt også nedsat ordforråd og sprogforståelsesvanskeligheder.
Ordblindhed er den hyppigst forekommende indlæringsvanskelighed. Dysleksi påvirker nok 5-10 % af en befolkning, men der findes ikke præcise undersøgelser.
Voksne ordblinde kan være gode læsere (men de har en tendens til at læse langsommere end ikke ordblinde, og de scorer dårligere i nonsense word reading (måling af fonologiske evner) og stavning). Dysleksi er ikke en intellektuel indlæringsvanskelighed, da dysleksi og intelligens ingen sammenhæng har.
Nogle mener, at dysleksi er forskellig fra læsevanskeligheder. De definer nemlig ordblindhed som ikke-neurologiske problemer: dårlig hørelse og/eller syn. Eller dårlig læseundervisning. Der er tre undertyper: (auditiv, visuel og opmærksomhed). Mange tilfælde af dysleksi forklares med neuropsykologiske underskud (fx ADHD attention deficit hyperactivity disorder) og dyskalkuli og dysgrafi. Til trods for at det opfattes som en sproglig indlæringsvanskelighed, så påvirker det de sproglige udtryksfærdigheder.

## Kendte ordblinde
John Lennon fra The Beatles var ordblind. Men han kunne skrive sange, der ramte mange mennesker. En anden, der har ramt mange med sin kunst, er Pablo Picasso. Det siges, at hans malestil skyldtes hans ordblindhed. Erhvervslivets Richard Branson er ordblind. Han fik at vide i skolen, at han enten ville komme i fængsel eller blive millionær.

## Det fonematiske princip
Kernen i ordblindhed er vanskeligheder med det alfabetiske skriftsystem. En ordblind har vanskeligheder med at sammenholde lyd og bogstaver.[kilde mangler]

## Ordblindetest i Danmark
Det danske undervisningsministerium har en ordblindetest, som kan bruges fra 3. klasse i grundskolen til de videregående uddannelser. Den er lavet for at sikre en identifikation af ordblindhed på tværs af kommunegrænser og uddannelser.
Testen har tre forskellige opgavetyper, stavemåden, lyder som et ord og ordforrådstjek.

## Hjælpemidler
Langt de fleste ordblinde kan lære at læse og skrive. Der findes i dag it til online oplæsning, der kan læse teksten op vha. talesyntese. En række it-hjælpemidler kan komme med ordforslag under skrivningen.
Smartphones har forskellige hjælpemidler som app's til diktat, ordforslag og oplæsning. Hjælpemidler til lange tekster og opgaveskrivning findes til computer og Mac, der kan hjælpe den ordblinde.
En af Epinions undersøgelser har påvist, at en stor del af de unge ordblinde i Danmark har gavn af lydbøger under deres uddannelse. Alle ordblinde i Danmark har ret til over 20.000 lydbogstitler via Nota - Nationalbibliotek for mennesker med læsevanskeligheder.